# Anti-Justice League
Anti-Justice League è il nome di una squadra immaginaria di super criminali dell'Universo DC.

## Storia del gruppo
In un altro tentativo di conquista del mondo, la conquistatrice aliena Queen Bee formò un gruppo inteso come antitesi della Justice League of America. In altre parole, Brainiac per Superman, Clayface per Batman, Sinestro per Lanterna Verde, Gorilla Grodd per Flash, Ocean Master per Aquaman, Merlyn per Freccia Verde, Harpy per Black Canary, e Chronos per Atomo. Il suo piano era quello di tendere un'imboscata ai membri del gruppo di supereroi prima che potessero capire che l'intero gruppo era sotto attacco. Non solo riuscirono nell'impresa, ma riuscirono a catturare anche Elongated Man e Red Tornado. Tuttavia, Superman capì che i suoi alleati erano scomparsi e utilizzò la tecnologia kryptoniana per fare in modo che il mondo sviasse la sua percezione di Superman e Clark Kent, così che fosse un'unica persona (in quanto i criminali si trovavano su un vascello spaziale in orbita non ne furono affetti). Questa tattica confuse Brainiac, e Queen Bee fu costretta a inviare i suoi Bee-Men per catturare l'Uomo d'Acciaio. Inevitabilmente, Superman seguì gli scagnozzi verso il loro nascondiglio e riuscì a far fuggire i suoi compagni mentre lui stesso affrontava i criminali. Con la Justice League libera, sconfissero il gruppo di Queen Bee sonoramente. Superman utilizzò la sua tecnologia per cancellare i ricordi della sua identità segreta dalle menti dei criminali a parte Brainiac, e riportarono la Terra alla sua normale percezione.

## Membri
- Queen Bee
- Brainiac
- Chronos
- Clayface
- Gorilla Grodd
- Harpy
- Merlyn
- Ocean Master
- Sinestro